# Stictoptera whiteheadi
Stictoptera whiteheadi là một loài bướm đêm trong họ Noctuidae.